# Uğur Polat
Uğur Polat, all'anagrafe Uğur Hakan Polat (Istanbul, 4 settembre 1961), è un attore turco.

## Biografia
Nato nel 1961 a Istanbul (Turchia), Uğur Polat nel 1978 ha iniziato la propria carriera di recitazione lavorando presso il teatro d'arte di Ankara. Nel 1981, dopo aver completato gli studi presso il dipartimento teatrale del conservatorio statale dell'Università Mimar Sinan, ha conseguito la laurea. Successivamente ha lavorato come docente presso l'Università di Anadolu. Per sedici anni si è esibito sui palcoscenici dei teatri statali e ha recitato in circa trenta rappresentazioni teatrali. Nel 1996 ha ricevuto il premio teatrale Ismet Küntay e ha partecipato a lavori di doppiaggio per diversi film a Hollywood.

## Filmografia

### Cinema
- Yaşamak Bu Değil, regia di Temel Gürsu (1980)
- Mutlu Ol Yeter, regia di Kartal Tibet (1981)
- Sis, regia di Zülfü Livaneli (1988)
- Bütün Kapılar Kapalıydı, regia di Memduh Ün (1990)
- Suyun Öte Yanı, regia di Tomris Giritlioğlu (1991)
- Cazibe Hanımın Gündüz Düşleri, regia di İrfan Tözüm (1992)
- Bir Kadının Anatomisi, regia di Yavuz Özkan (1995)
- Bir Erkeğin Anatomisi, regia di Yavuz Özkan (1997)
- Salkım Hanımın Taneleri, regia di Tomris Giritlioğlu (1999)
- Filler ve Çimen, regia di Derviş Zaim (2000)
- Dar Alanda Kısa Paslaşmalar, regia di Serdar Akar (2000)
- Çilekli Pasta, regia di Çağan Irmak (2000)
- Yıldız Tepe, regia di Durul Taylan e Yağmur Taylan (2000)
- Ayna, regia di Erden Kıral (2000)
- O da Beni Seviyor, regia di Barış Pirhasan (2001)
- Karşılaşma, regia di Ömer Kavur (2002)
- Güz Sancısı, regia di Tomris Giritlioğlu (2002)
- Mirror, regia di Cemal Şan (2003)
- 2 Süper Film Birden, regia di Murat Şeker (2006)
- Kayıp, regia di Veli Çelik (2007)
- Pars: Kiraz Operasyonu, regia di Osman Sınav (2007)
- Sis ve Gece, regia di Turgut Yasalar (2007)
- Mavi Gözlü Dev, regia di Biket İlhan (2007)
- Vali, regia di M. Çağatay Tosun (2008)
- Devrim Arabaları, regia di Tolga Örnek (2008)
- Ali'nin Sekiz Günü, regia di Cemal Şan (2009)
- Yahşi Batı, regia di Ömer Faruk Sorak (2010)
- Çakal, regia di Erhan Kozan (2010)
- Güzel Günler Göreceğiz, regia di Hasan Tolga Pulat (2011)
- Ummah - Unter Freunden, regia di Cüneyt Kaya (2013)
- Eve Dönüş: Sarıkamış 1915, regia di Alphan Eşeli (2013)
- Ertuğrul 1890, regia di Mitsutoshi Tanaka (2015)
- Eksik, regia di Barış Atay (2015)
- Soluk, regia di Özkan Yilmaz (2019)
- Aşk Tesadüfleri Sever 2, regia di Ömer Faruk Sorak e İpek Sorak (2020)
- Anadolu Leoparı, regia di Emre Kayiş (2021)

### Televisione
- Cahide – miniserie TV (TRT 1, 1989)
- Yıldızlar Gece Büyür – serie TV (TRT 1, 1991)
- Sahte Dünyalar – serie TV, 1 episodio (TRT 1, 1995)
- Kurtuluş – serie TV, 2 episodi (TRT 1, 1996)
- Nice Yıllardan Sonra – miniserie TV (TGRT, 1997)
- Sıcak Saatler – serie TV, 3 episodi (ATV, 1998)
- Kimsecikler, regia di Orhan Oğuz – film TV (Kanal D, 1999)
- Beni Unutma, regia di Cemal Şan – film TV (Kanal D, 2000)
- Yeditepe İstanbul – serie TV, 47 episodi (TRT 1, 2001)
- Sultan Makamı – serie TV, 1 episodio (Kanal D, 2003)
- İstanbul Şahidimdir – serie TV (Star TV, 2004)
- Seher Vakti – serie TV, 3 episodi (Kanal D, 2005)
- Sinekli Bakkal – serie TV, 4 episodi (ATV, 2007-2008)
- Tutsak – serie TV (Fox, 2007)
- Beni Unutma – serie TV, 13 episodi (TRT 1, 2008)
- Aşk Yakar – serie TV, 21 episodi (Kanal D, 2008)
- Nefes – serie TV (Kanal 7, 2009)
- Türkan – serie TV, 4 episodi (Kanal D, 2010-2011)
- Son – serie TV, 25 episodi (ATV, 2012)
- Kayıp Şehir – serie TV, 25 episodi (Kanal D, 2012)
- Kayıp – serie TV (Kanal D, 2013)
- Cinayet – serie TV, 5 episodi (Kanal D, 2014)
- Ulan İstanbul – serie TV, 39 episodi (Kanal D, 2014-2015)
- Gecenin Kraliçesi – serie TV, 15 episodi (Star TV, 2016)
- Kayıtdışı – serie TV, 8 episodi (Fox, 2017)
- Dip – serie TV, 1 episodio (puhutv, 2018)
- Segreti di famiglia (Yargı) – serie TV, 95 episodi (Kanal D, 2021-2024)
- Gokturkler Asya'nin Efendileri – serie TV (2024)
- Deha – serie TV (Show TV, 2024)

### Cortometraggi
- Jurnal, regia di Abdulbaki Yavuz e Baki Yavuz (2012)

## Teatro
- Ferhat ile Şirin di Nazım Hikmet, presso il teatro d'arte di Ankara (1979)
- Kafatası di Nazım Hikmet, presso il teatro d'arte di Ankara (1979)
- Oyun Nasıl Oynanmalı di Vasıf Öngören, presso il teatro d'arte di Ankara (1979)
- Hikâye-i Mahmut Bedrettin di Mehmet Akan, presso il teatro d'arte di Ankara (1980)
- Düşüş di Nahid Sırrı Örik e Kemal Bekir, presso il teatro statale di Istanbul (1984)
- Akvaryum di Aldo Nicolai, presso il teatro statale di Adana (1986)
- Müfettiş di Nikolay Vasiliyeviç Gogol, presso il teatro statale di Adana (1986)
- Kaktüs Çiçeği di Pierre Barillet e Jean-Pierre Gredy, presso il teatro statale di Adana (1986)
- Deli İbrahim di Turan Oflazoğlu, presso il teatro statale di Adana (1986)
- Tohum ve Toprak di Orhan Asena, presso il teatro statale di Istanbul (1987)
- Yedi Kocalı Hürmüz di Sadık Şendil, presso il teatro statale di Istanbul (1987)
- Hoşu'nun Utancı di Şinasi Ekicioğlu, presso il teatro statale di Istanbul (1988)
- Altı Kişi Yazarını Arıyor di Luigi Pirandello, presso il teatro statale di Istanbul (1989)
- Odissinbad di Ksenya Kalogerapulu, presso il teatro statale di Istanbul (1989)
- Ballar Balını Buldum (Yunus Emre) di Nezihe Araz, presso il teatro statale di Istanbul (1990)
- Dün Gece Yolda Giderken Çok Komik Bir Şey Oldu di Larry Gelbert e Bert Shevelove, presso il teatro statale di Istanbul (1991)
- Fırtına di William Shakespeare, presso il teatro statale di Istanbul (1991)
- Oresteia di Aiskhylos, presso il teatro statale di Istanbul (1992)
- Küçük Burjuvalar di Bertolt Brecht, presso il teatro statale di Istanbul (1993)
- Hamlet di William Shakespeare, presso il teatro statale di Istanbul (1993)
- Olmayan Kadın di Kenan Işık, presso il teatro statale di Istanbul (1994)
- İçerdekiler di Melih Cevdet Anday, presso il teatro statale di Istanbul (1995)
- Kuvayi Milliye di Nazım Hikmet, presso il teatro statale di Istanbul (1997)
- Patron di Tarık Buğra, presso il teatro statale di Istanbul (2000)
- Ben Ruhi Bey Nasılım di Edip Cansever, presso il teatro statale di Istanbul (2001)
- Sansürcü di Anthony Neilson, presso il teatro Dot
- Vur Yağmala Yeniden di Mark Ravenhill, presso il teatro Dot
- Kredi Kartı-Vak'a aaaaa! di Cüneyt Çalışkur, presso il teatro statale di Istanbul (2010)
- Çehov Makinası di Matei Vișniec, presso il teatro statale di Istanbul (2012)

## Doppiatori italiani
Nelle versioni in italiano dei suoi film e delle sue serie TV, Uğur Polat è stato doppiato da:
- Dario Oppido[15] in Segreti di famiglia[16]

## Riconoscimenti
- Ankara International Film Festival
  - 1990: Vincitore come Attore più promettente per il film Bütün Kapılar Kapalıydı
  - 2021: Vincitore come Miglior attore per il film Anadolu Leoparı
- Antalya Golden Orange Film Festival
  - 1999: Vincitore come Miglior attore per il film Salkım Hanımın Taneleri
- Premio Orhon Murat Arıburnu
  - 2003: Vincitore come Miglior attore per il film Karşılaşma
- Premio teatrale İsmet Küntay
  - 1996: Vincitore come Miglior attore
- Sadri Alisik Theatre and Cinema Awards
  - 2014: Candidata come Miglior interpretazione di un attore in un film drammatico per Eve Dönüş: Sarıkamış 1915
- Turkish Film Critics Association (SIYAD) Awards
  - 1999: Candidato come Miglior attore per il film Salkım Hanımın Taneleri
  - 2003: Candidato come Miglior attore per il film Karşılaşma
  - 2022: Candidato come Miglior attore per il film Anadolu Leoparı
- Yesilcam Awards
  - 2007: Candidato come Miglior attore non protagonista per il film Mavi Gözlü Dev
  - 2007: Candidato come Miglior attore per il film Sis ve Gece